# Gerhard Sauter
Gerhard Sauter (ur. 4 maja 1935 w Kassel) – niemiecki teolog ewangelicki, emerytowany profesor Uniwersytetu w Bonn, doktor honoris causa Chrześcijańskiej Akademii Teologicznej w Warszawie.

## Życiorys
W latach 1954–1959 odbył studia w zakresie filozofii i teologii w Tybindze i Getyndze. W 1961 uzyskał w Getyndze stopień naukowy doktora. W latach 1961–1962 był wikariuszem Ewangelickiego Kościoła Krajowego Kurhessen-Waldeck, po czym w 1962 został ordynowany na pastora. W 1965 uzyskał habilitację w zakresie teologii systematycznej w Getyndze. Został profesorem zwyczajnym teologii systematycznej na Wydziale Teologii Ewangelickiej Uniwersytetu w Moguncji (1968–1973). W latach 1973–2000 był profesorem zwyczajnym teologii systematycznej na Wydziale Teologii Ewangelickiej Uniwersytetu w Bonn. W 1990 został zagranicznym członkiem Wydziału Teologii Uniwersytetu Oksfordzkiego. Z ramienia Uniwersytetu w Bonn był odpowiedzialny za współpracę dwustronną z Chrześcijańską Akademią Teologiczną w Warszawie i innymi uczelniami.
Senat Chrześcijańskiej Akademii Teologicznej w Warszawie nadał mu w 1995 tytuł doktora honoris causa.